# Aldis Hodge
Aldis Alexander Basil Hodge, född 20 september 1986 i Onslow County, North Carolina, är en amerikansk skådespelare. Han är mest känd som Alec Hardison i TV-serien Leverage, Levi Jackson i Dolda tillgångar, MC Ren i Straight Outta Compton, och Noah i TV-serien Underground.

## Liv och karriär
Hodge föddes i Onslow County, North Carolina den 20 september 1986. Båda hans föräldrar, Aldis Basil Hodge och Yolette Evangeline Richardson, arbetade inom USA:s marinkår. Hodge moder är ifrån Florida, och hans fader är ursprungligen från Dominica. Han är även yngre bror till skådespelaren Edwin Hodge. Han spelade både violin och klarinett, men fokuserade senare i livet på violin. Förutom sin skådespelarkarriär, designar Hodge klockor, skriver och målar. 2007 blev han tilldelad rollen som  Alec Hardison i Leverage på sin 21:a födelsedag. 2010 blev han nominerad för en Saturn Award-utmärkelse för "Best Supporting Actor on Television" för Leverage. Han är även en av två skådespelare som porträtterat två olika karaktärer i två olika Die Hard-filmer.

## Filmografi
- 1995 – Die Hard – Hämningslöst
- 1996 – En bädd av rosor
- 1997 – Between Brothers
- 1998 – På spaning i New York
- 1999 – Buffy och vampyrerna
- 1999 – Pacific Blue
- 2000 – Pacific Blue
- 2000 – Vem dömer Amy?
- 2000 – Big Mommas hus
- 2000 – City of Angels
- 2001 – CSI: Crime Scene Investigation
- 2001 – Becker
- 2002 – Boston Public
- 2002 – Förhäxad
- 2003 – Cityakuten
- 2003 – Cold Case
- 2003 – Drömmarnas tid
- 2004 – The Ladykillers
- 2005 – The Tenants
- 2005 – Little Athens
- 2005 – Edmond
- 2005 – A.T.O.M.
- 2006 – A.T.O.M.
- 2006 – American Dreamz
- 2006 – Happy Feet
- 2006 – Half & Half
- 2006 – The Game
- 2006 – Numb3rs
- 2006 – Girlfriends
- 2006 – Bones
- 2006 – Friday Night Lights
- 2007 – Friday Night Lights
- 2007 – Equal Opportunity
- 2007 – Supernatural
- 2007 – Standoff
- 2008 – Leverage
- 2009 – Red Sands
- 2009 – Castle
- 2009 – The Forgotten
- 2010 – Mad
- 2010 – Private Practice
- 2010 – The Chicago Code
- 2011 – CSI: Miami
- 2012 – The East
- 2013 – A Good Day to Die Hard
- 2014 – The Walking Dead
- 2014 – The After
- 2014 – Turn: Washington's Spies
- 2015 – Straight Outta Compton
- 2016 – Underground
- 2016 – Jack Reacher: Never Go Back
- 2016 – Dolda tillgångar
- 2017 – The Blacklist
- 2017 – Black Mirror
- 2018 – Star Trek: Short Treks
- 2019 – What Men Want
- 2019 – Magic Camp
- 2019 – City on a Hill
- 2020 – The Invisible Man
- 2020 – Magic Camp
- 2022 – Black Adam